# Zorba Grecul (film)

Afișul original al filmului

Zorba Grecul (titlu original: Alexis Zorbas) este un film britanico-elen din 1964 regizat de Michael Cacoyannis. Rolurile principale au fost interpretate de actorii Anthony Quinn, Alan Bates și Irene Papas. Este bazat pe romanul omonim scris de Nikos Kazantzakis și publicat pentru prima oară în 1946 de Editura Dimitrakos din Atena.

## Distribuție
- Anthony Quinn - Alexis Zorba
- Alan Bates - Basil
- Irene Papas - văduva
- Lila Kedrova - Madame Hortense
- Sotiris Moustakas - Mimithos
- Anna Kyriakou - Soul
- Eleni Anousaki - Lola
- Yorgo Voyagis - Pavlo (menționat George Voyadjis)
- Takis Emmanuel - Manolakas
- Giorgos Fountas - Mavrandoni (menționat George Foundas)
- Pia Lindström - țăranca (scene șterse)
- George P. Cosmatos - băiat cu acnee